# Slartibartfast
Slartibartfast is een personage uit Douglas Adams' sciencefictionreeks Het Transgalactisch Liftershandboek. Het personage speelt onder andere mee in de originele radioserie, het eerste en het derde boek, en de film. Het personage is gemodelleerd naar acteur John Le Mesurier.

## Naam
Toen Douglas Adams het personage bedacht, wilde hij hem een naam meegeven die erg onbeleefd zou klinken, maar nog net door de beugel kon om wel uitgesproken te mogen worden op de radio. Zijn eerste keuze was "Phartiphukborlz".
In sommige Nederlandstalige versies van de boeken wordt zijn naam vertaald als Magdiragdag.

## Personage
Slartibartfast is een Magratheaan, een ontwerper van planeten. Hij was onder andere betrokken bij de constructie van de aarde, waarvoor hij de kustlijnen en de fjorden van Noorwegen heeft ontworpen. Hier won hij zelfs een prijs voor. Toen Arthur Dent en Ford Prefect in het tweede boek vastzaten op de prehistorische aarde, konden ze Slartibartfasts handtekening zien op een gletsjer in Noorwegen.
In het eerste boek loopt Arthur Slartibartfast tegen het lijf die, nadat de oude aarde werd vernietigd, is gewekt uit zijn vijf miljoen jaar durende slaap om een nieuwe aarde te gaan bouwen. Hij moet voor deze aarde Afrika ontwerpen; iets waar hij niet blij mee is daar hij graag fjorden maakt. De tweede aarde blijkt uiteindelijk niet nodig te zijn. In het derde boek neemt Slartibartfast Arthur en Ford mee op een reis om een groep robots van de Krikkiters te stoppen voor ze de Wikkitpoort kunnen openen.